# Peter Åslin
Temple de la renommée du hockey suédois : 2014
Peter Åslin (né le 21 septembre 1962 à Gävle - mort le 19 janvier 2012 à Leksand) est un joueur professionnel suédois de hockey sur glace. Il évolue au poste de gardien de but.

## Biographie

### Carrière en club
En 1980, il débute avec l'AIK IF dans l'Elitserien. Lors du repêchage d'entrée dans la LNH 1981, il est choisi au sixième tour, en cent-vingt-cinquième place au total par les Blues de Saint-Louis. L'AIK IF remporte le titre en 1982 et 1984. Il décroche un troisième titre avec le HV71 en 1995. Il met un terme à sa carrière en 1999.

### Carrière internationale
Il représente l'équipe de Suède au niveau international. Il est membre des équipes médaillée d'argent au junior 1990 et d'or en 1991. En 1986, il participe à son premier championnat du monde conclu par une médaille d'argent. Il ajoute à son palmarès l'argent en 1990 et 1993, ainsi que l'or en 1992. Il est sélectionné pour les Jeux olympiques de 1988 où la Suède empoche la médaille de bronze.